# Macrostomus ciliaticosta
Macrostomus ciliaticosta är en tvåvingeart som beskrevs av José Albertino Rafael och Meg S. Cumming 2006. Macrostomus ciliaticosta ingår i släktet Macrostomus och familjen dansflugor. Inga underarter finns listade i Catalogue of Life.